# Thomas Böttger
Thomas Böttger (* 15. August 1957 in Neustrelitz) ist ein deutscher Komponist, Pianist und Musikjournalist.

## Leben
Böttger wurde 1957 in Neustrelitz geboren. 1964 erhielt er erstmals Klavierunterricht; mit neun komponierte er erste Stücke. Von 1969 bis 1975 besuchte er die Spezialschule für Musik Berlin. Danach studierte er bis 1980 Komposition bei Erhard Ragwitz und Klavier bei Ruth Zechlin an der Hochschule für Musik „Hanns Eisler“ Berlin. Es folgte ein zweijähriges Aufbaustudium bei Tadeusz Baird an der Fryderyk-Chopin-Musikakademie in Warschau. Schließlich war er von 1981 bis 1983 Meisterschüler bei Ruth Zechlin an der Akademie der Künste Berlin.
1982 wirkte er in Budapest bei der Filmmusik zu “Guernica” des ungarischen Regisseurs Ferenc Kósa mit.
Im Jahr 1986 zog er nach Hamburg. Von 1989 bis 1990 hatte er einen Lehrauftrag an der Musikhochschule Lübeck inne. Er arbeitet seit 1997 für den NDR. Er war in den letzten Jahren für mehrere hundert klavierhistorische Sendungen verantwortlich. Als Pianist spielte er u. a. in Finnland, Ungarn und Italien. Bereits 1983 wurden seine 5 Rilke-Lieder beim Warschauer Herbst uraufgeführt. Musiker wie Miklós Perényi, John-Edward Kelly, Michael Korstick und Michael Massong  konnten für seine Kompositionen gewonnen werden.
Zu seinen neuesten Kompositionen zählen das „Konzert für 2 Klaviere und Schlagzeug“ (2014, Auftragswerk des Norddeutschen Rundfunks NDR); das „KOktett“ (2016) für Harfe, Klavier, Flöte, Klarinette und Streichquartett (geschrieben für Mitglieder des NDR Elbphilharmonie Orchesters) und die „K10 Préludes für Klavier“ (2017–18), die Alexandre Paley in Gänze bei seinem Festival in Frankreich, „KMoulin d ́Andé“, im Frühjahr 2019 uraufführen wird.
Sein aktuellstes Werk „Hommage à Szymanowski“ (2018, Auftragskomposition des NDR) erlebt am 20. November 2018 in der Elbphilharmonie seine erste Aufführung, gespielt vom polnischen Meccore String Quartet.
2005 veröffentlichte er ein Buch über den Pianisten Tamás Vásáry. Er wirkte als Juror beim Klavierwettbewerb Svjatoslav Richter in Moskau.

## Auszeichnungen
- Hanns-Eisler-Preis des Rundfunks der DDR (1978) (für: Concertino für Oboe und Streicher)
- Internationale Komponisten-Tribüne der UNESCO in Paris (1982)
- Gerhard-Maasz-Preis der GEMA-Stiftung (1987)

## Werke (Auswahl)

### Orchester und Kammerorchester
- Concertino für Oboe und Streichorchester, op. 1 (1977). Uraufführung: Friedrich-Wolf-Theater, Neustrelitz 1978.
- Concertino für Oboe und Klavier (1980).
- Konzert für Klavier und Orchester Nr. 1 (1979/80). Uraufführung: Metropol-Theater, Dieter Zechlin, Rundfunk-Sinfonieorchester Berlin, Heinz Rögner, Berlin März 1981.
- Nocturne für 14 Streicher (1981). Uraufführung: Staatsoper Berlin, Mitglieder der Staatskapelle Berlin, Hartmut Haenchen, Berlin Oktober 1981.
- Hommage à Wagner für Kammerorchester (1982) Uraufführung: Staatsoper Berlin, Kammerorchester Carl Philipp Emanuel Bach, Hartmut Haenchen, Berlin Februar 1983.
- Nocturne für 2 Gitarren und Kammerorchester (1983). Uraufführung: Palast der Republik, Berlin März 1984.

### Orchesterlieder
- 5 Rilke-Lieder für hohe Stimme und Orchester (1980/81). Uraufführung: Warschauer Herbst, Nationalphilharmonie Warschau, Warschau 1983.
- 5 Rilke-Lieder für Gesang und Klavier (1980/81). Uraufführung: Theater im Palast, Berlin 1982.

### Kammermusik
- Duo für Violoncello und Klavier (1977/78). Uraufführung: Club der Kulturschaffenden, Berlin April 1978.
- 11 Miniaturen für Blockflöte (Querflöte ad lib.), Violine und Gitarre (1978). Uraufführung: Berlin 1979.
- 7 kleine Stücke für Klavier (Keyboard), Oboe und Fagott (1979). Uraufführung: Berlin 1979.
- 4 Préludes für Gitarre (1978, 2004). Uraufführung: Theater im Palast, Berlin 1980.
- Duo für 2 Gitarren (1980/81). Uraufführung: Theater im Palast, Berlin 1981.
- Visionen für Violoncello und Klavier (1983–1987). Uraufführung: Schloß Königstein, Miklos Perényi, Thomas Böttger, Dresden 1988.
- Zeit (nach Gedichten von Renata Pandula) für hohe Stimme und Streichquartett (1988). Uraufführung: Schloß Königstein, Dresden 1989.
- 3 Sätze für Klavier, Streichquartett und Schlagzeug (1983). Uraufführung: Theater im Palast, Gruppe Neue Musik Weimar, Berlin November 1983.
- Streichquartett (1982, Neufassung 1999). Uraufführung: Marmorsaal im „Haus der DSF“, Morbitzer Quartett der Deutschen Staatsoper Berlin, Berlin März 1984. (Neufassung: Scardanelli-Quartett, Hamburg 1999).
- 6 Préludes für 3 Schlagzeuger (1988). Uraufführung: Musikhalle Hamburg, Hamburg 1988.
- Variationen für 2 Ensembles (1990). Uraufführung: Musikhalle Hamburg, Hamburg April 1990.
- 6 Fantasien für Violine und Klavier (1992). Uraufführung: Budapest 1992.
- Nocturne für 2 Marimbas und Crotales (1993). Uraufführung: Tage Neuer Kammermusik Braunschweig, Braunschweig November 1993.
- Vision für Vibraphon (1992). Uraufführung: Hamburg 1994.
- 3 Nocturnes für Klavier, Flöte, Klarinette, Horn, Violine und Violoncello (1992). Uraufführung: Moritzburg, Halle 1992.
- Trio für Sopransaxophon, Marimba und Bratsche (1995). Uraufführung: Ensemble Intégrales, Hamburg 1995.
- Danse oubliée (1995) für Violoncello und Marimba. Uraufführung: Hamburg 2004.
- Danse oubliée (Fassung 1998) für Oboe, Fagott, Bratsche und Gitarre. Uraufführung: Ensemble Sortisatio, Leipzig.
- Città del futuro für Posaune und Klavier (1995/1996). Uraufführung: Hamburg 1996.
- Trio für Klavier, Violine und Violoncello (1993–1999). Uraufführung: Musikhalle Hamburg, Hamburg 2000.
- 2 Nocturnes für Violine und Klavier (2002). Uraufführung: Rolf-Liebermann-Studio des NDR, Hamburg November 2002.
- Stoa für Klavier und Gitarre (2005). Uraufführung: Hochschule für Musik Franz Liszt Weimar, Weimar 2005.
- Hommage à Szymanowski für Kammerorchester (2018) Uraufführung: Elbphilharmonie, Hamburg November 2018.

### Klaviermusik
- 3 Etüden für Klavier (1978). Uraufführung: Club der Kulturschaffenden, 1978.
- 3 Intermezzi zu 4 Händen (1978). Uraufführung: Club der Kulturschaffenden, 1978.
- 5 Intermezzi für Klavier (1979). Uraufführung: Club der Kulturschaffenden, 1979.
- Poem für Klavier (1982). Uraufführung: Maxim-Gorki-Theater, Berlin 1982.
- Nocturne für Klavier (2006). Uraufführung: Hamburg Oktober 2006.
- Poem für Klavier (2009). Uraufführung: Berlin, April 2009.
- 10 Préludes (2017–18) – für Alexandre Paley.
- Ho ́oponopono für Klavier zu 4 Händen (2018), Uraufführung: Lüneburg, Glockenhaus, Mai 2018.

## Diskographie
- Wolfgang-Andreas Schultz: Profile – Komponistenportrait (1998)
- Zoltán Kodály: Sonate op. 8 für Violoncello solo 1915 (2002)
- Ensemble Sortisatio (Querstand, 2004) mit dem Ensemble Sortisatio
- Soundways for guitar and piano (Querstand, 2006) mit Reinhard Wolschina u. a.